# 김영준 (1941년)
김영준(1941년 4월 27일~?)은 대한민국의 정치인이다. 제11·15대 국회의원을 지냈다.

## 역대 선거 결과
|  | 23.59% |

|  | 15.58% |

|  | 43.45% |

|  | 31.98% |